# 厄加斯
厄加斯（法語：Heugas，法語發音：[øɡas]）是法国朗德省的一个市镇，属于达克斯区。

## 地理
厄加斯（43°38'32"N, 1°4'50"W）面积18.79 平方千米，位于法国新阿基坦大区朗德省，该省份为法国西南部沿海省份，是法國本土面积第二大的省，北起吉倫特省，西临大西洋，南至大西洋比利牛斯省，东临热尔省，东北与洛特-加龍省接壤。
与厄加斯接壤的市镇（或旧市镇、城区）包括：贝内斯莱达克斯、卡尼奥特、加斯、韦尔勒伊、圣隆莱米讷、圣庞德隆、谢斯、泰尔西斯莱班。
厄加斯的时区为UTC+01:00、UTC+02:00（夏令时）。

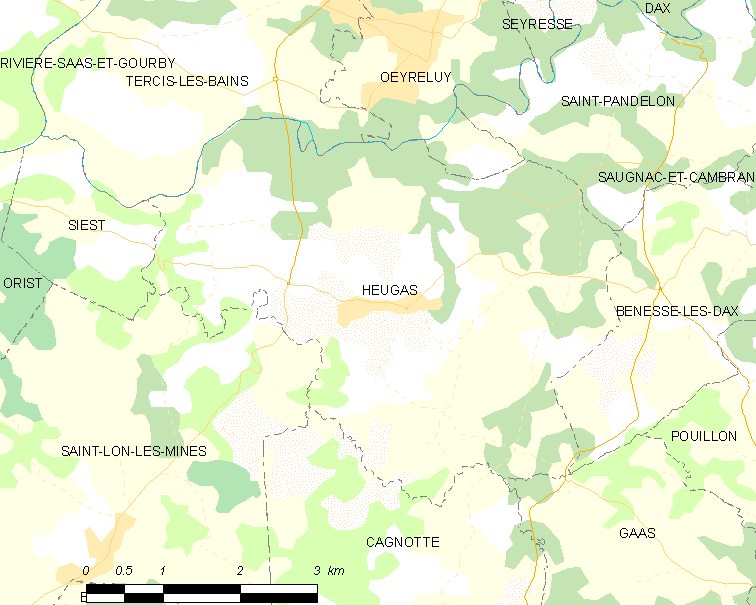
厄加斯的OSM定位图

## 行政
厄加斯的邮政编码为40180，INSEE市镇编码为40125。

## 政治
厄加斯所属的省级选区为达克斯第二县。

## 人口

1962-2008年间厄加斯人口变化图示

厄加斯于2022年1月1日时的人口数量为1395人。